# Djamindjung jezici
Djamindjung jezici, malena porodica australskih jezika s rijeka Victoria i Daly na Sjevernom teritoriju, Australija. 
Porodica je gotovo izumrla, a obuhvaća dva jezika, to su, viz.: djamindjung [djd], 30 govornika na rijeci Victoria (Schmidt 1991) i danas nestali jezik nungali [nug], gornji tok Dalyja.

## Vanjske poveznice
- Ethnologue (14th)
- Ethnologue (15th)